# Echinorhynchus trachyrinci
Echinorhynchus trachyrinci is een soort haakworm uit het geslacht Echinorhynchus. De worm behoort tot de familie Echinorhynchidae. Echinorhynchus trachyrinci werd in 1997 beschreven door Matthew T. Wayland, Christina Sommerville & David I. Gibson.